# Terhi Kokkonen
Terhi Kokkonen (Helsinki, 1974. július 16. –) finn énekesnő, szövegíró. A 90-es években az Ultra Bra, 2002-től a Scandinavian Music Group finn együttesek tagja. Korábban énekelt egyszer a Maj Karman kauniit kuvat-nevű együttes Homma című videóklipjében is 1998-ban.
Kokkonen a kallioi gimnáziumban érettségizett 1993-ban, majd teológiai és divattervezői tanulmányokat folytatott. 2005 óta dramaturgiát tanul a Teatterikorkeakouluban. Hobbijai közé tartozik a fotózás.

## Magánélete
Korábban az együttesének egyik tagjával, Joel Melasniemivel járt sokáig, napjainkban Sacha Remling étteremtulajdonossal randevúzgat.

## Külső hivatkozások
- Terhi Kokkonen Helsingin kaupunginkirjaston esittelyssä
- Terhi Kokkonen Sanojen ajassa

## Fordítás
- Ez a szócikk részben vagy egészben  a   Terhi Kokkonen című finn Wikipédia-szócikk ezen változatának fordításán alapul.  Az eredeti cikk szerkesztőit annak laptörténete sorolja fel. Ez a jelzés csupán a megfogalmazás eredetét és a szerzői jogokat jelzi, nem szolgál a cikkben szereplő információk forrásmegjelöléseként.